# Place d'Italie (Paris)
Pour les articles homonymes, voir Place d'Italie.
La place d’Italie est une place du 13e arrondissement de Paris.

## Situation et accès
D'un diamètre de 200 m, elle est située à la rencontre des boulevards Vincent-Auriol, de l'Hôpital, Auguste-Blanqui, des avenues des Gobelins, de la Sœur-Rosalie, d'Italie, de Choisy et des rues Bobillot et Godefroy. L'esplanade longeant le centre commercial Italie 2 a pris le nom de « place Henri-Langlois » en 1995. Le centre de la place est occupé par le Jardin Françoise-Giroud.
La place d'Italie est desservie par les lignes de métro 5, 6 et 7 à la station Place d'Italie.

## Origine du nom
Elle doit son nom à la proximité de l'avenue d'Italie : c'est le point de départ de la route qui relie Paris à l'Italie, aujourd'hui la N7.

## Historique

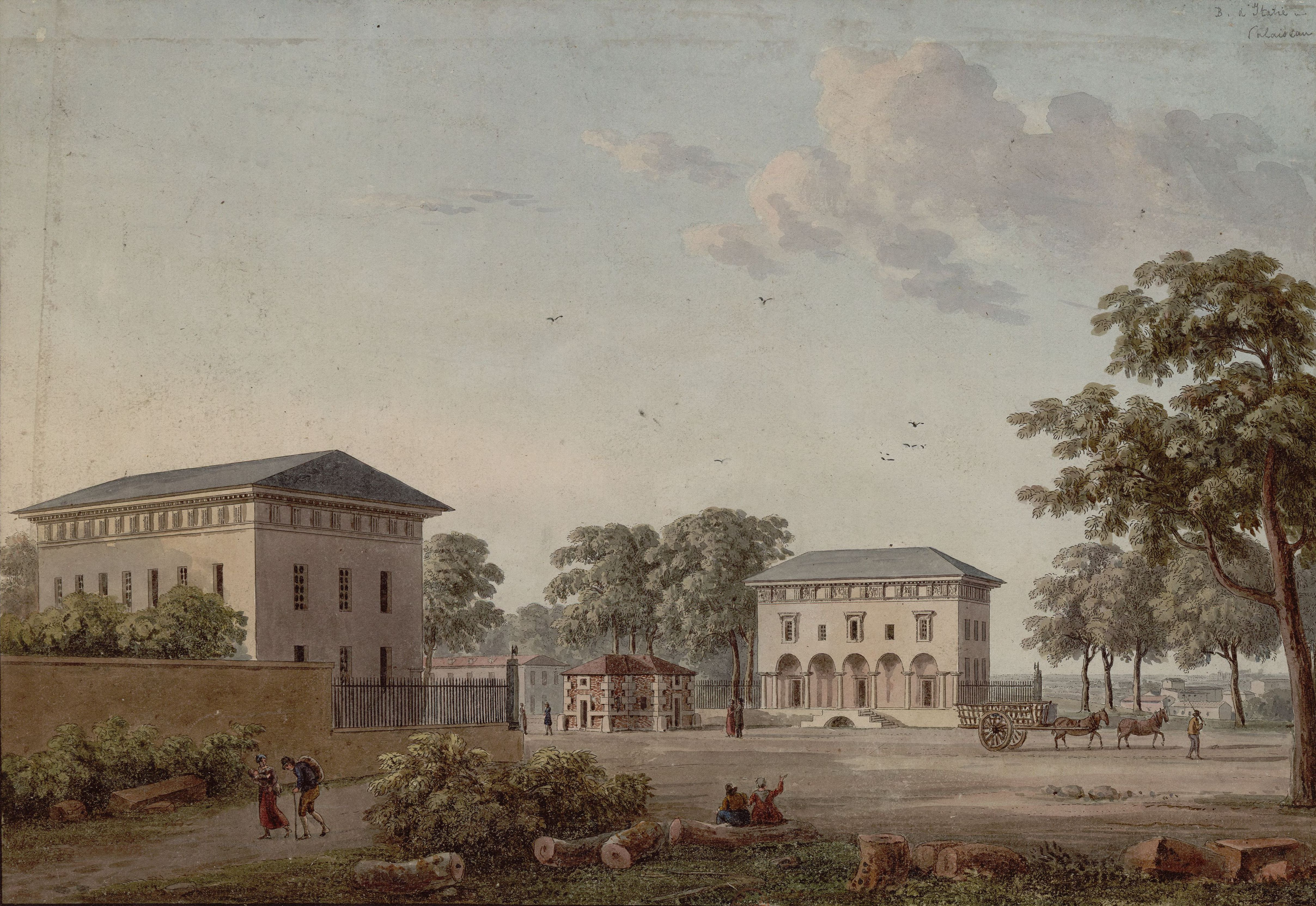
Barrière d'Italie (Paris) 1819.

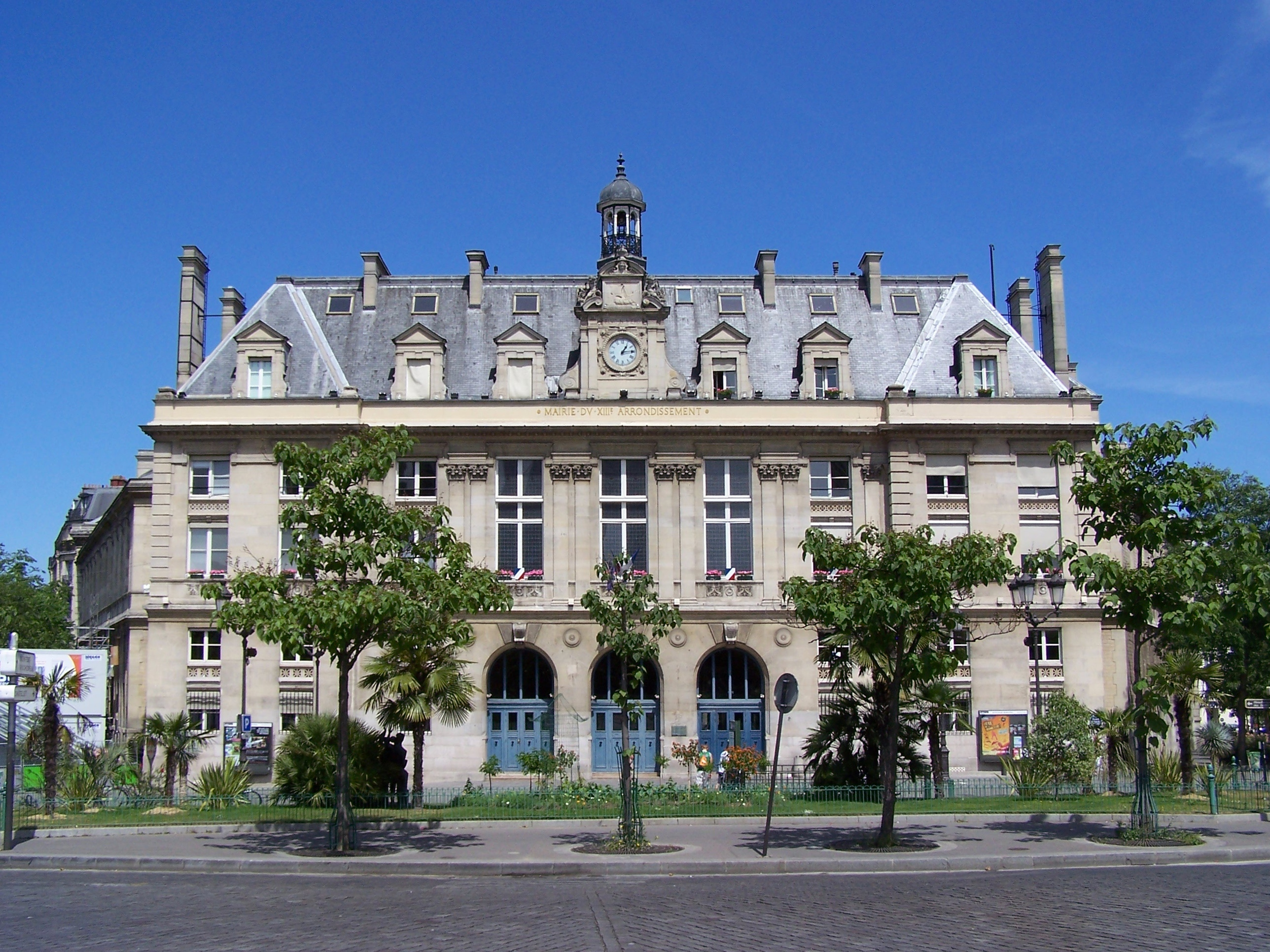
La mairie du 13e arrondissement de Paris donnant sur la place.

La place d’Italie est située à la bifurcation entre l'ancienne voie romaine reliant Lutèce à Lugdunum (Lyon) dont le tracé est celui de l'actuelle avenue de Choisy et la route de Fontainebleau (avenue d'Italie) aménagée sous François Ier. Ce parcours qui quittait Paris par la rue Mouffetard sur l’itinéraire romain est ensuite celui d’une des principales  grandes routes royales rectilignes, la future nationale 7, aménagée au début du XVIIIe siècle par le corps  des Ponts-et-Chaussées.
Le plan de Turgot de 1739 montre cette large route bordée d’arbres au-delà de l'étroite rue Mouffetard, passé les dernières maisons du bourg Saint-Marcel, à l’angle de la rue du Petit-Gentilly, actuelle rue Abel-Hovelacque, et de l’actuelle rue Véronèse du côté opposé. Cette partie de la route escalade le rebord de la butte aux Cailles et s’élargit  en haut de la pente, par la suite adoucie lors des travaux d'urbanisme, en un demi-cercle bordé d'un moulin nommé « moulin à vent de la petite pointe Saint-Marcel » qui sera supprimé vers 1760 lors de l'aménagement de la place.
Le boulevard de l'Hôpital, quatrième branche de l’étoile, apparaît sur le plan de Delagrive légèrement postérieur, qui anticipe peut-être en fonction du projet. Le bureau de la Ville de Paris du 24 octobre 1752 décida de paver et de planter d'arbres un chemin, existant en partie, reliant la Seine aux routes de Choisy et de Fontainebleau.
Ce chemin semble récent à cette date car il n’apparaît pas sur les plans avant 1740.
Le boulevard des Gobelins, actuel boulevard Auguste-Blanqui, qui prendra aussi le nom de boulevard d’Italie, est réalisé au cours des années 1760 comme élément du boulevard du Midi projet en sommeil de la fin du XVIIe siècle, relancé par un arrêt du 9 août 1760 .
En 1784, le boulevard de l’Hôpital et le boulevard des Gobelins sont intégrés dans le mur des Fermiers généraux. Ce mur longeant les boulevards du midi, devenant intérieurs, est doublé par une ceinture de boulevards extérieurs. Deux importants pavillons d'octroi symétriques dessinés par l'architecte Claude-Nicolas Ledoux sont créés de part et d’autre de la barrière d’Italie. Ces pavillons incendiés en 1789 sont ensuite réparés.
Jusqu'en 1860, la barrière d'Italie est à la limite entre la ville de Paris et les communes de  Gentilly et d'Ivry.
La sixième branche de l’étoile, à l'est, résulte de l’extension en 1818 de l’enceinte des Fermiers généraux avec création du boulevard intérieur de la gare, extérieur d'Ivry, actuel boulevard Vincent-Auriol pour englober le village des Deux-Moulins (dit aussi village d'Austerlitz), au sud de la Salpêtrière.
Le général Bréa a été arrêté le 25 juin 1848 à la barrière de Fontainebleau par les insurgés avant d'être mis à mort un peu plus loin sur l'actuelle avenue d'Italie.
L’annexion en 1860 à la ville de Paris de l’espace entre l’enceinte des Fermiers généraux et celle de Thiers entraînent le déplacement des barrières d’octroi et la suppression du mur ce qui permet d'aménager une ceinture de boulevards fusionnant les boulevards intérieurs et extérieurs.
La mairie du nouvel arrondissement est d’abord établie dans un des pavillons d’octroi.
Le 17 avril 1871, sur la proposition de Leo Frankel, élu du 13e arrondissement, la Commune de Paris renomme la place d'Italie « place Émile-Duval », en hommage à son collègue fusillé au Petit-Clamart le 4 avril. Elle redevient « place d'Italie » dès la fin de l'insurrection.
Les pavillons Ledoux sont détruits en 1877 pour élargir la place et construire une nouvelle mairie.
En raison d'une topographie difficile et de l'impossibilité de créer des axes rayonnants dans toutes les directions, la grande place ronde n'a cependant ni la régularité, ni l'ampleur des places de l'Étoile et du Trône.

Constitution de la place d’Italie
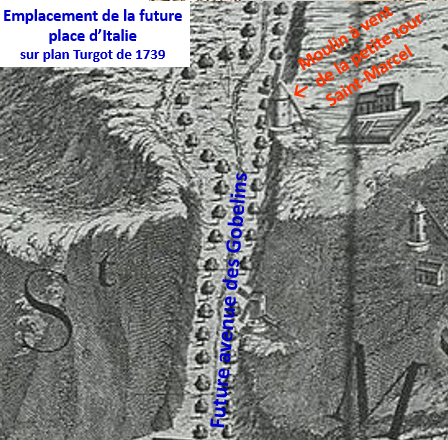
Plan Turgot de 1739 (sud en haut).
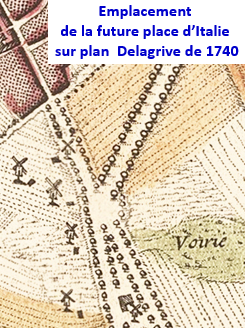
Le site vers 1750.
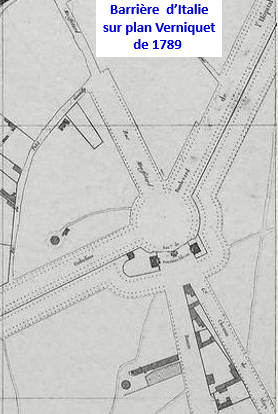
Barrière d'Italie en 1789.
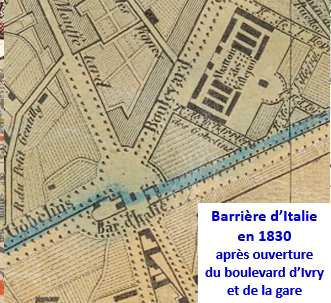
Barrière d'Italie en 1830.
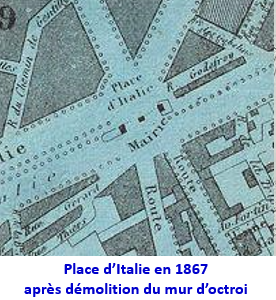
Place d'Italie en 1867.
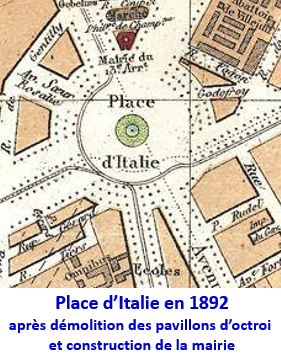
Place d'Italie en 1892.

Le 30 janvier 1918, durant la première Guerre mondiale, les nos 12 et 18 place d'Italie est touché lors d'un raid effectué par des avions allemands.
D'après le projet de l'opération Italie 13 des années 1960, la place d'Italie devait marquer l'extrémité d'un quartier de tours bordant l'avenue d'Italie sur toute sa longueur, avec la construction d'une tour Apogée plus élevée que la tour Montparnasse. Ce projet a connu un début de réalisation avec la construction de six tours d'environ 100 mètres près de la place. Il a été annulé en 1975 pour la plus grande part. Une sorte de mât ou de campanile multicolore, conçu par l'architecte Kenzō Tange, occupe aujourd'hui l'emplacement prévu pour la tour Apogée, remplacée depuis 1992 par un ensemble comportant un immeuble de bureaux, une résidence hôtelière, des commerces, ainsi que l'ancien complexe audiovisuel Grand Écran Italie.
Le 16 novembre 2019, lors d'une manifestation célébrant le premier anniversaire du mouvement des Gilets jaunes, la place est la cible de nombreuses violences entre casseurs et force de l'ordre : mobiliers urbains, vitrines de magasins et la stèle jouxtant la statue du Maréchal Juin ont notamment été dégradés. Un vandale est condamné le mois suivant à une peine de prison et aux frais de réparation de la stèle.

## Le cœur du13earrondissement

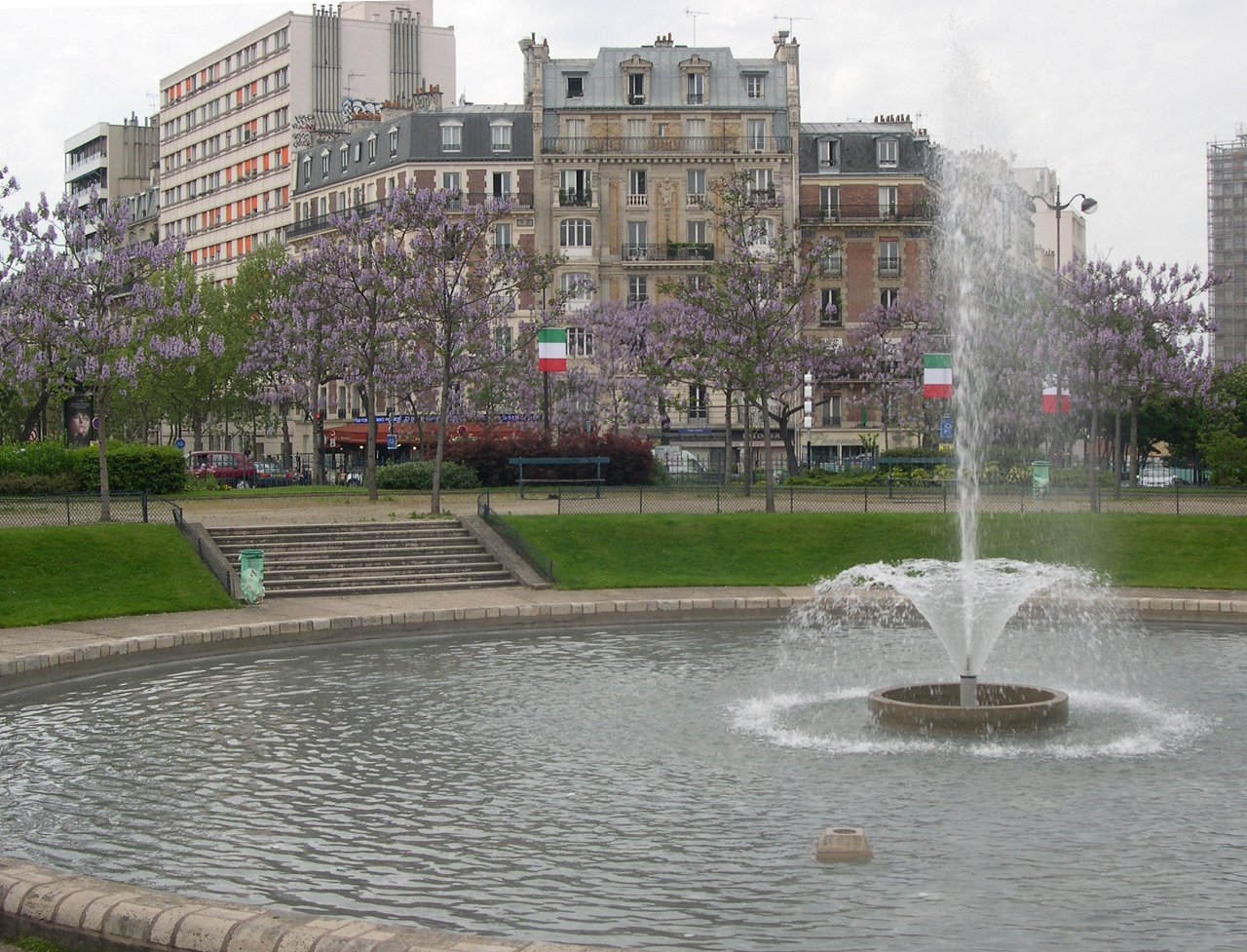
La fontaine au centre de la place d'Italie.

Point où se touchent les principaux quartiers de l'arrondissement (Gobelins, quartier asiatique, Butte-aux-Cailles), la place d'Italie est le point de passage obligé de la circulation automobile et de la plupart des lignes de métro et de bus. C'est un lieu de transit entre la banlieue et le centre de Paris ou entre le quartier du Montparnasse et la rive droite. L'un des plus grands centres commerciaux de Paris borde la place.
C'est enfin un lieu de sorties nocturnes avec les restaurants et cinémas de l'avenue des Gobelins. L'un des cinémas les plus importants de Paris et le plus grand écran 35 mm de la capitale, le Gaumont Grand Écran Italie (aujourd'hui fermé), donnait directement sur la place. On peut dire que l'ensemble du 13e arrondissement converge vers la place d'Italie à l'exception du quartier Paris Rive Gauche, le long de la Seine.

## Bâtiments remarquables et lieux de mémoire

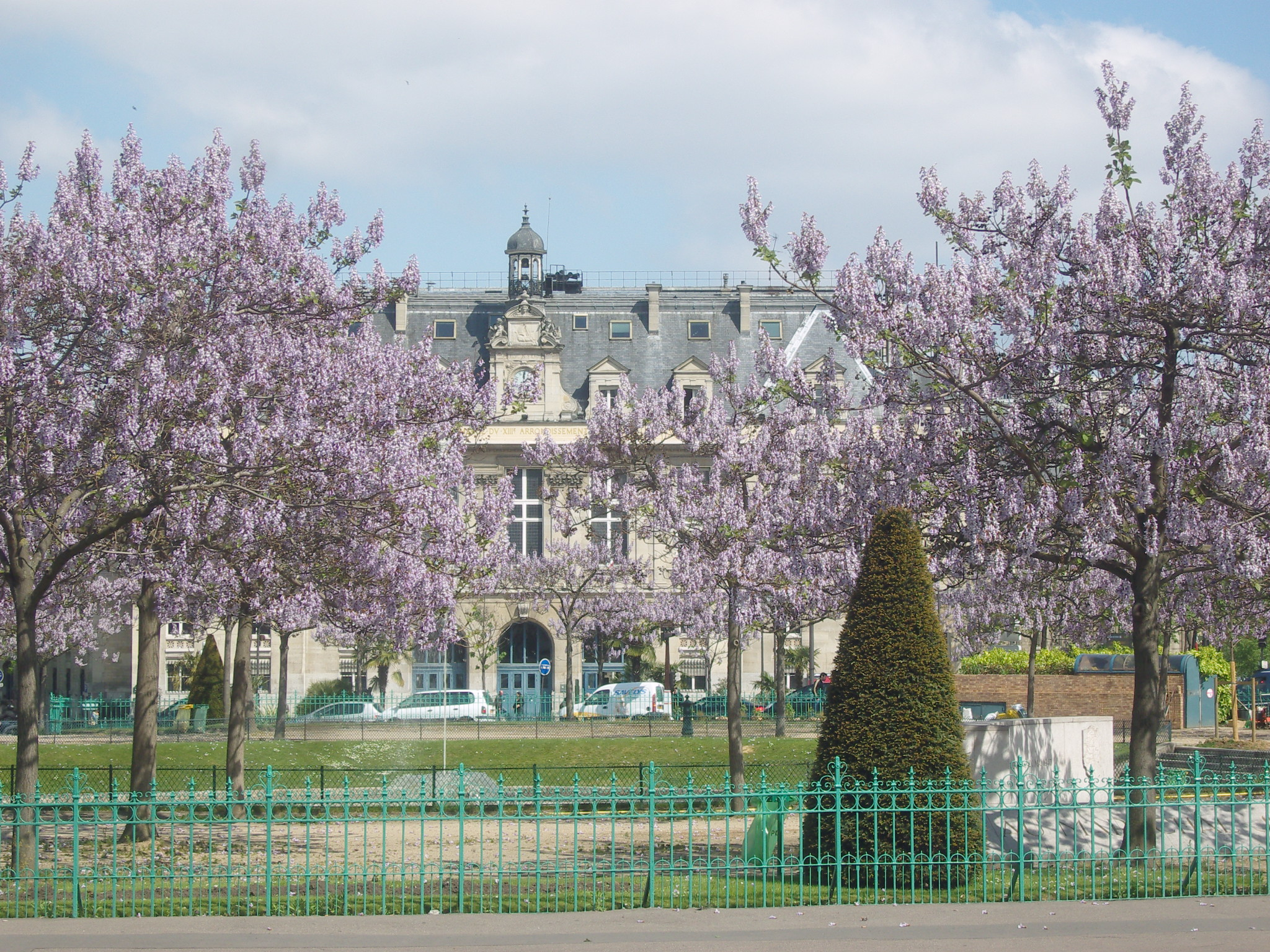
Des paulownias bordent la place.

- Le centre de la place est occupé par le square de la place d'Italie, peu fréquenté car d'accès difficile, étant entouré de voies de circulation importantes.
- Face à l'avenue d'Italie se trouve un monument en mémoire du maréchal Alphonse Juin, dû à Henri Cantie, architecte DPLG, André Greck, sculpteur, et Daniel Landowski, fondeur, et inauguré en 1983.
- Deux sorties de métro, œuvres d'Hector Guimard, sont inscrites à l'inventaire supplémentaire des monuments historiques en 1978[11].
- Au no 17 de la toute proche rue Godefroy, située entre les boulevards de l'Hôpital et Vincent-Auriol, une plaque rappelle que Chou En Lai habita à cet emplacement, alors un modeste hôtel, lors de son séjour en France de 1922 à 1924[12].
- Dans le jardinet situé devant la mairie de l'arrondissement se trouve une sculpture, Le Retour du fils prodigue, version de 1964, œuvre d'Ossip Zadkine[13].